# Bratental
Das Naturschutzgebiet Bratental liegt östlich von Nikolausberg in Göttingen und wurde 1982 gegründet. Dieses Gebiet ist durch artenreiche magere Halbtrockenrasen und Buchenwälder gekennzeichnet. Das Bratental beherbergt mehrere Orchideenarten, aber auch Greifvögel wie Wespenbussard und Mäusebussard, Rehe und Hummeln wie Waldhummel, Baumhummel und Ackerhummel.

## Arten
Das NSG-Bratental beherbergt eine Vielzahl an gefährdeter oder langfristig gefährdeter Arten. Mehrere davon sind vom Aussterben bedroht.

### Pflanzen
Die für den Naturschutz wichtigsten Pflanzenarten sind:
- Acker-Wachtelweizen
- Bienenragwurz
- Dreizähniges Knabenkraut
- Fliegenragwurz
- Gelber Frauenschuh
- Gewöhnlicher Knollenkümmel
- Grünes Besenmoos
- Langblättriges Waldvöglein
- Prächtiger Dünnfarn
- Schmalblättriger Lein

Der Schmalblättriger Lein (Linum tenuifolium) kommt in Niedersachsen nur noch an zwei Flächen vor (beide östlich von Göttingen) und gehört dort mit nur noch 50 Exemplaren zu den besonders gefährdeten Pflanzenarten im NSG-Bratental.

### Tiere
Bei den Tieren sind für den Naturschutz von besonderer Bedeutung:
- Europäische Wildkatze
- Himmelblauer Bläuling
- Großes Mausohr
- Neuntöter
- Nördlicher Kammmolch
- Roesels Beißschrecke
- Schwalbenschwanz
- Schwarzspecht
- Silbergrüner Bläuling
- Thymian-Ameisenbläuling
- Wendehals
- Zauneidechse
- Zwerg-Heideschnecke

Der in Niedersachsen nur noch an wenigen Stellen vorkommende Thymian-Ameisenbläuling (Glaucopsyche arion = Maculinea arion) und die bundesweit vom Aussterben bedrohte Zwerg-Heideschnecke (Xerocrassa geyeri) gehören mit zu den gefährdetsten Tierarten des Bratentals.

## Gebietsbeschreibung
Das Gebiet ist etwa 213 ha groß und steigt von 210 m bis 354 m über Normalnull. Der Untergrund besteht zu einem Teil aus fossilienhaltigem, mittlerem Muschelkalk. Das Gebiet grenzt im Norden an das Naturschutzgebiet „Göttinger Wald“.
Das NSG-Bratental sollen verschiedenen gefährdete Biotope erhalten, entwickelt und wiederhergestellt werden:
- Waldmeister-Buchenwälder
- Orchideen-Kalkbuchenwälder
- trockene Eichen-Hainbuchen-Wälder
- Gebüsche trockenwarmer Kalk-Standorte
- Kalk-Halbtrockenrasen

Auch Ackerflächen, welche nach Naturschutz-Kriterien bewirtschaftet werden, sind vorhanden. Die Wälder sollen naturnah gehalten werden und einen hohen Anteil an Alt- und Totholz beherbergen.

## Verwaltung
Unter der Kennzeichen-Nummer NSG BR 047 ist das Naturschutzgebiet beim Niedersächsischen Landesbetrieb für Wasserwirtschaft, Küsten- und Naturschutz (NLWKN) registriert. Der CDDA-Code (central database for designated areas) der EEA (European Environmental Agency) lautet 81451. Die Zuständigkeit für das Naturschutzgebiet liegt bei der unteren Naturschutzbehörde der Stadt Göttingen.